# 頂点
頂点（ちょうてん、vertex）とは、角の端にある点のことである。多角形では2本の辺が接しているか交わっている点、多面体では3本以上の辺が共有している点のことをいう。直観的には図形の周上にある点のうち周辺のどの点よりも突出していて"尖った点"のことを頂点という。

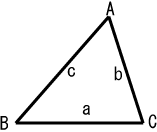
図ではA,B,Cの3点が頂点

一般にn角形には頂点はn個あり、辺の本数に等しい。座標平面上にある図形ではその頂点を含む範囲で連続であっても微分不可能である。
また曲線が極大値や極小値をとる点のことを頂点ということもある（→頂点 (曲線)）。例えば放物線 {\displaystyle y=ax^{2}+bx+c} には必ず一つの頂点があり、頂点のy座標 {\displaystyle -{\frac {b^{2}-4ac}{4a}}} は a>0 のとき極小値かつ最小値、a<0 のとき極大値かつ最大値をとる(a≠0)。なおこのときの頂点のx座標は {\displaystyle -{\frac {b}{2a}}} である。